# Операция «Ход конём»
Опера́ция «Ход конём» (нем. Unternehmen Rösselsprung), в югославской историографии также известна как третья фаза «Седьмого вражеского наступления» (сербохорв. Седма непријатељска офанзива / Sedma neprijateljska ofanziva) или «Десант на Дрвар» (сербохорв. Десант на Дрвар / Desant na Drvar) — комбинированная воздушно-десантная и сухопутная наступательная операция войск 2-й танковой армии вермахта во время Второй мировой войны. Проводилась в Западной Боснии в районе Бугойно — Яйце — Баня-Лука — Приедор — Бихач — Книн в период с 25 мая по 6 июня 1944 года с целью уничтожения Верховного штаба НОАЮ в городе Дрвар, а также находившихся при нём учреждений народно-освободительного движения Югославии и союзных военных миссий. В операции участвовали 500-й парашютно-десантный батальон СС, а также части 15-го горного армейского корпуса и 5-го горного корпуса СС.
Оборонительные действия 1-го Пролетарского, 5-го Боснийского ударного и части 8-го Далматинского корпусов, а также других частей НОАЮ во время операции «Ход конём» трактуются в югославской военной историографии как Дрварская операция.
Операция «Ход конём» являет собой особую веху в войне вермахта против НОАЮ, поскольку она имела целью возвращение стратегической инициативы, утраченной после капитуляции Италии 8 сентября 1943 года. При этом, в отличие от предпринятых в первой половине 1943 года масштабных операций окружения («Вайс» и «Шварц»), расчёт строился на нанесении неожиданного, быстрого и хирургически точного удара ограниченными силами.
В результате ожесточённых боёв и ценой высоких потерь немецкие войска овладели Дрваром, захватили штаб-квартиру партизан и её систему военной связи, нанесли значительный урон 1-й и 6-й пролетарским дивизиям, а также на какое-то время расстроили систему руководства НОАЮ и вынудили югославов временно прекратить активность в данном районе. Однако основная цель — уничтожение Верховного штаба и самого И. Броза Тито — не была достигнута.
Операция «Ход конём» стала последней попыткой немецкого командования изменить развитие ситуации в Югославии в свою пользу, а также единственным случаем безуспешного применения немецкого воздушного десанта во Второй мировой войне.
Одним из факторов, способствовавших спасению ВШ НОАЮ и руководства народно-освободительного движения, стала массовая поддержка местных жителей, помогавших партизанам и не выдавших немецким десантникам местонахождение Тито.

## Оперативная обстановка на оккупированных землях Югославии
Весной 1944 года для немецкого командования возрастала угроза превращения югославского театра военных действий в связующее звено между фронтом западных союзников в Италии и южным флангом наступавших Советских войск на Восточном фронте. В ходе Проскуровско-Черновицкой наступательной операции, проведённой в марте — апреле 1944 года, Красная армия вышла к предгорьям Карпат. Для защиты данного стратегического направления Гитлер ввёл войска 19 марта в Венгрию и оккупированную ею территорию в Бачке. Тем временем советские дивизии вступили в начале мая на территорию Румынии, а на фронте в Италии армии антигитлеровской коалиции готовились к изгнанию немецких войск с Апеннинского полуострова. В самой Югославии народно-освободительная армия стала решающим фактором военной силы на Балканах. Она обеспечила себе в начале 1944 года, как в войне с оккупантами, так и в гражданской войне, с политической и военной точки зрения практически непобедимые силовые позиции. Соотношение сил противников если не полностью, то со значительной вероятностью устраняло угрозу достижения немецкой стороной решающего успеха за счёт создания временного превосходства в отдельной операции, как это было в 1943 году в ходе операции «Шварц». В стратегическом плане НОАЮ закрепилась на большей части Черногории и Восточной Боснии и угрожала прорывом своих дивизий в Сербию.
В условиях наступления Красной армии на Восточном фронте и ожидаемой высадки союзного десанта на западе Франции немецкое командование не располагало силами для осуществления масштабного наступления против югославских партизан. Тем не менее, стремясь добиться перелома в борьбе с ними, главнокомандующий на Юго-Востоке принял решение обезглавить народно-освободительное движение в ходе молниеносной комбинированной операции парашютно-десантных и сухопутных войск, сконцентрировав удар на Дрваре — месте дислокации Верховного штаба НОАЮ и политического руководства новой Югославии. По расчётам немецкого командования, ликвидация Верховного штаба и в первую очередь Тито должна была обеспечить дезорганизацию всего Сопротивления на югославских землях и временно прервать поддержку партизан со стороны союзников. Операцию необходимо было осуществить как можно скорее, поскольку усиленные ожидаемым успехом немецкие позиции в Юго-Восточной Европе были бы предпосылкой для сохранения лояльности румынского и болгарского руководства, а также нейтрального статуса Турции. Наряду с этим для обеспечения военных потребностей Германии было важно обезопасить от действий партизан вывоз практически незаменимых югославских рудных сырьевых ресурсов, особенно после потери источников снабжения на востоке и прекращения турецких поставок хрома.

## Предыстория подготовки операции
Согласно историку Гаю Трифковичу, немцам до января 1943 года не удавалось установить истинную личность Верховного главнокомандующего народно-освободительным движением Югославии. Как пишет историк, это «стало вечным памятником культуре секретности КПЮ». По мере роста и укрепления НОАЮ в высшем руководстве вермахта зрела идея нанести удар по «голове» мятежа. В течение лета и осени 1943 года собирались разведданные и обсуждались способы устранения Тито силами дивизии специального назначения «Бранденбург».
До того, как было принято решение об устранении руководства НОАЮ во главе с Тито, спецназом дивизии «Бранденбург» в течение 1942—1943 годов уже предпринимались, по меньшей мере, три безуспешные попытки ликвидации командующего Югославской армии на родине (четники) генерала Дражи Михайловича и членов его штаба. После всех неудачных военных и политических мер, направленных на уничтожение партизанского движения в Югославии, в дивизии «Бранденбург» в 1943 году принялись за разработку акции устранения Верховного штаба НОАЮ. Для этих целей в конце лета было создано так называемое «подразделение Кирхнера», прошедшее короткую спецподготовку в Вене. 15 октября 1943 года главнокомандующий немецкими войсками на Юго-Востоке получил указание ОКВ о предоставлении предложений по проведению операций против действующих в зоне его ответственности предводителей бандформирований (партизан) и в первую очередь против Тито. Вслед за этим «подразделение Кирхнера» перевели в боснийский город Баня-Лука (около 100 км от Дрвара). Подчинялось оно непосредственно штабу дивизии «Бранденбург». В конце ноября — начале декабре в Баня-Луку прибыла ещё одна группа «бранденбуржцев» из Греции под командованием капитана Бёкля (нем. Boeckl). Бёкль возглавил и преобразовал отряд Кирхнера, разделив его на два взвода. Первым руководил лично он, вторым — лейтенант Кирхнер. Оба офицера наладили контакт с четниками для получения от них разведывательных сведений о партизанах. Для сбора информации разведка четников использовала антикоммунистически настроенных местных крестьян, которые могли относительно свободно передвигаться по контролируемой партизанами территории западнее Баня-Луки и собирать данные о расположении Верховного штаба НОАЮ и месте пребывания Тито.
В конце 1943 года была получена информация о передислокации ВШ НОАЮ в город Яйце. Примерно в то же время под руководством Кирхнера были разработаны и предложены два варианта плана проведения операции против партизанского командования. Первый предусматривал неожиданное ночное нападение на ВШ. К началу акции подразделение «Кирхнер» вместе с отобранными и хорошо знающими местность четниками должно было просочиться в ближнее расположение штаба и, пользуясь эффектом внезапности, захватить или нейтрализовать Тито. Согласно второму варианту, переданному 12 ноября 1943 года в штаб 2-й танковой армии, предлагалось сбросить в расположение партизан два трупа военнопленных, переодетых в британскую десантную форму, инсценировав их гибель из-за нераскрытия парашютов. В одном из них должен был находиться адресованный Тито пакет со взрывчаткой, срабатывающей при открытии. Планам не суждено было осуществиться, так как 7 января 1944 года город Яйце был взят 92-м моторизованным полком в ходе антипартизанской операции «Вальдрауш», а Тито покинул город несколькими днями ранее.
Немцам пришлось начать новые поиски штаба Тито. В середине февраля 1944 года, когда стало очевидно, что спецотряд «Кирхнер» не в состоянии реализовать диверсионную операцию против ВШ НОАЮ, капитана Бёкля заменили майором Бенешем (нем. Benesch). Подразделение увеличили в кратчайшие сроки до размеров батальона в составе пяти специальных групп и присвоили ему условное название «Отряд „Вильдшюц“» (нем. Verband Wildschütz / Division Brandenburg). Бенеш расширил сотрудничество с четниками и ориентировал их на разведывательно-диверсионную активность на освобождённой территории Боснийской Краины. Приблизительно в то же время стало известно, что Тито переместил Верховный штаб в город Дрвар. Вскоре после этого немецкое подразделение радиоконтроля действительно засекло здесь радиостанцию Верховного штаба партизан. Решающую роль в розыске места дислокации ВШ выполнила служба радиоразведки. Радиоразведывательная рота 4-го радиоразведывательного батальона, расположенная с лета 1943 года в Белграде, занималась контролем и дешифрированием радиосвязи партизан. Уже через несколько месяцев она контролировала большую часть радиосети ВШ НОАЮ. Её задачи осложняла высокая манёвренность партизанских соединений, однако расшифровка перехваченных сообщений не представляла для немцев особой сложности.
После получения сведений радиоперехвата, воздушной разведки и других разведструктур о местоположении ВШ НОАЮ, командование Юго-Востока принялось за разработку дальнейших мероприятий. Учитывая предыдущий опыт, когда партизанской разведке становились известны немецкие намерения, главнокомандующий на Юго-Востоке на этот раз решил не проводить масштабную операцию окружения, локальную диверсионную акцию или классический аттентат. Вместо этого возник замысел нейтрализовать ставку верховного командования партизан с использованием комбинации быстрого сухопутного удара и одновременного парашютного десанта.

## Планирование и подготовка операции

### Общие сведения
Считается, что предложение о подготовке плана операции «Ход конём» исходило от главнокомандующего на Юго-Востоке генерал-фельдмаршала фон Вейхса, отдавшего в конце апреля — начале мая соответствующее указание командующему 2-й танковой армией (ТА) генерал-полковнику Рендуличу. План операции разрабатывался оперативным отделом штаба 2-й танковой армии под руководством полковника барона фон Фарнбюлера (нем. Freiherr von Varnbüler).

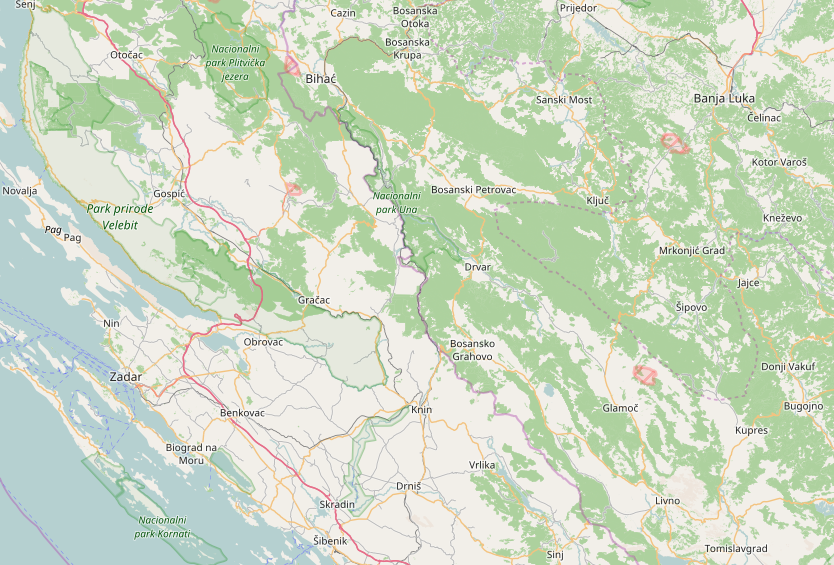
Западная Босния — территория проведения операции «Ход конём»

Согласно плану, представленному 21 мая 1944 года Штабу оперативного руководства вермахта (нем. Wehrmachtführungsstab) и утверждённому в тот же день, предусматривалось высадить на территории Дрвара ранним утром 25 мая парашютный десант с целью захвата Верховного штаба НОАЮ. В то же время сильные моторизованные боевые группы, сосредоточенные в районе населённых пунктов Бихач, Босанска-Крупа, Книн, Ливно, Яйце и южнее Кулен-Вакуфа, должны были перейти в наступление на сходящихся концентрических направлениях к Дрвару. С одной стороны, им предстояло сковать расположенные вокруг Дрвара соединения НОАЮ и не дать партизанам прийти на помощь атакованному десантом Верховному штабу. С другой стороны, этим мобильным моторизованным войскам надлежало как можно раньше прибыть в Дрвар, чтобы деблокировать высадившихся здесь десантников.

### Планирование десантной операции
Захват Дрвара и ожидаемое устранение Верховного штаба возлагались на усиленный 500-й парашютно-десантный батальон СС под командованием гауптштурмфюрера Курта Рибки (нем. Rybka). Эта воинская часть являлась штрафным батальоном СС, сформированным преимущественно из узников исправительного лагеря СС и полиции Данциг-Мацкау. Эта часть создавалась для борьбы с партизанами (нем. Bandenbekämpfung) и её привлечение к операции было санкционировано Гиммлером после прямого вмешательства Штаба оперативного руководства вермахта. Усиление батальона составили 2-я и 3-я группы (планеристы) 1-го полка 1-й парашютной дивизии. Десантному батальону также придавались парашютная учебная рота СС, группа «Бенеш» (из отряда «Вильдшюц») в составе 40 человек под командой лейтенанта Дове (нем. Dowe) и 6 сотрудников Абвергруппы-216 во главе с лейтенантом Завадилем (нем. Walter Zawadil).

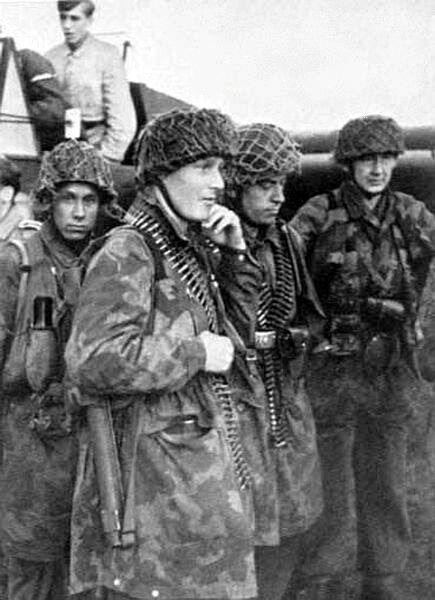
Солдаты 500-го парашютно-десантного батальона СС готовятся к операции «Ход конём», 1944 год

На основании анализа информации разведывательных служб и материалов воздушной разведки, Фарнбюлером была разработана концепция плана действий 500-го парашютно-десантного батальона СС, утверждённая генерал-полковником Рендуличем. Десантирование планировалось осуществить в две волны. Первая волна десанта проводилась комбинированным способом на парашютах и планёрах. Парашютисты (всего 485 человек) разделялись на четыре боевые группы: «синие», «зелёные», «красные» и группа второй волны (четвёртая группа составляла резерв десанта и перебрасывалась в Дрвар в составе второй волны). Планеристы (340 человек) делились на шесть боевых групп с устрашающими названиями: «пантера», «штурмующие» (нем. Stürmer), «сорвиголовы» (нем. Draufgänger), «хватающие» (нем. Greifer), «кусающие» (нем. Beisser) и «ломающие» (нем. Brecher). Группы планеристов подразделялись на подгруппы численностью 10—30 человек. Каждой боевой группе указывалась определённая цель с условным наименованием: «Цитадель» (ВШ НОАЮ), «Америка» (Американская военная миссия), «Лондон» (Британская военная миссия), «Москва» (Советская военная миссия) и т. д. Самой большой группе «Пантера» (110 человек) предстояло высадиться в районе холма Шобича-Главица и овладеть «Цитаделью», где предполагалось местонахождение Тито и членов ВШ. Командование десантом возлагалось на гауптштурмфюрера Рибку, который высаживался вместе со штабом батальона в составе группы «Красные» (батальонный резерв) и должен был непосредственно руководить захватом «Цитадели».
В случае, если бы атака на ВШ НОАЮ сразу не привела к успеху, тогда по обусловленной сигнальной ракете боевые группы «красных», «зелёных» и «штурмующих» должны были оставить свои цели, кратчайшим путём прибыть к «Цитадели» и овладеть ею. Сразу после взятия «Цитадели» на группу «Пантера» и батальон возлагалась задача подать условный сигнал в виде свастики для самолёта авиаразведки и передать по рации сообщение для командования корпуса об успешном захвате ВШ. Информация о главном объекте операции доводилась до сведения всех десантников. Четвёртый пункт боевого приказа по 500-му батальону, изданного в ночь на 24 мая 1944 года, гласил: «Главной целью действий для всех подразделений батальона является Верховный штаб Тито. Как только станет точно известно, где находится штаб, все части батальона, приземлившиеся вблизи этой главной цели, должны без промедления и беспощадно прежде всего нейтрализовать Верховный штаб Тито. Важные личности должны по возможности попасть в наши руки живыми. Ценные письменные материалы надо сохранить. В зданиях штаба нельзя допустить возникновение пожара, чтобы люди из разведки получили ценные документы». Факт успешного пленения Тито надлежало сохранить в строгой тайне.
Поскольку разработчики операции не были уверены в точности сведений о расположении «ставки Тито» в районе «Цитадели», в разделе плана под заголовком «Разное» было предусмотрено, что, в случае непредвиденных изменений в общей ситуации, все боевые группы, независимо от их первоначальных боевых задач, по условному сигналу осветительной ракеты обязаны наступать к месту, откуда он был подан.
Вторая волна десанта (171 человек) являлась подкреплением главных сил и должна была вылететь с аэродрома Залужани по команде командира 500-го батальона. Районом её приземления была выбрана поляна юго-западнее кладбища Шобича-Гробле (при условии, если комбат не укажет другое место). До посадки в самолёты и планёры батальон подчинялся штабу 2-й танковой армии. С момента посадки в самолёт и до выброски — авиационному командованию «Хорватия». После приземления батальон переходил под командование штаба 15-го горного корпуса. На случай вынужденного отступления из Дрвара 500-й батальон должен был прорываться через сёла Врточе и Каменицу навстречу боевой группе «Виллам» или в направлении Босански-Петровац для соединения с 92-м моторизованным полком. Соединившись с боевой группой «Виллам» 373-й пехотной дивизии, десантники поступали под её оперативное руководство.
Главным условием успешности операции являлось обеспечение её внезапности. С этой целью все приготовления совершались в строгой секретности с привлечением к работе узкого круга лиц. Относящиеся к операции документы в период с 17 по 25 мая имели гриф «Совершенно секретно, только для начальников высших штабов» (нем. Geheime Kommandosache Chefsache). Штабом 2-й армии были приняты беспрецедентные меры по обеспечению сохранности тайны, дезинформированию и маскированию подготовки наступления. Чтобы исключить утечку сведений к партизанам, было решено до перехода в наступление почти полностью отказаться от использования негерманских войск, за исключением хорватских подразделений, приданных 373-й легионерской дивизии вермахта. При этом о предстоящих действиях информировался только немецкий командный персонал. Кроме них в составе группы «Бенеш» использовались несколько четников, от помощи которых нельзя было отказаться с учётом их знания местности и языка. Тем не менее о цели операции четники узнали только утром 25 мая, находясь в планёрах на подлёте к Дрвару. Десантники 1-го парашютного полка дислоцировались два с половиной месяца целиком изолированно на удалённых аэродромах в Лучко (около Загреба) и Церкле (ныне Церкле-об-Крки, Словения). 500-й парашютно-десантный батальон получил приказ о подготовке к десантированию 20 мая, цель и время действий оставались неизвестными вплоть до нескольких часов до начала операции. Командиру батальона указывались лишь исходные аэродромы Гросс-Бечкерек, Загреб и Баня-Лука. Сообщалось, что командиры групп получат дальнейшие инструкции на месте. В день утверждения приказа о начале операции, 21 мая 1943 года, батальон находился в месте подготовки возле Кралево. Все приказы сюда доставлялись только лично через офицеров. Парашютисты были переодеты в форму пехотинцев без знаков различия. Солдатские книжки были сданы на хранение. Подразделениям следовало скрывать десантное снаряжение. Предназначенные для операции планёры не перемещались на аэродромы до дня вылета. Название города Дрвар появилось в дивизионных и батальонном приказах только в ночь на 24 мая. Сосредоточение десантных подразделений в пунктах вылета проводилось ранним утром 25 мая. С боевым приказом десантников ознакомили только на аэродромах перед посадкой в самолёты.

### Планирование сухопутной операции
Для проведения сухопутной наступательной операции задействовались, «беспощадно оголяя другие участки», следующие части:
- 1-й (по другим данным 4-й[12]) полк дивизии «Бранденбург»[22][17];
- боевая группа (разделённая на боевые группы «Виллам» и «Лапац») 373-й пехотной дивизии в составе 384-го полка со штабом[22][23][17];
- 92-й моторизованный полк (нем. Grenadier-Regiment (mot.) 92), усиленный сапёрным батальоном (без одной роты) 1-й казачьей кавалерийской дивизии и боевой группой в составе 1-го полка 2-й домобранской егерской бригады и немецкого 54-го разведывательного батальона 1-й горнопехотной дивизии[22][17];
- усиленный 13-й полк (разделённый на три боевые группы) 7-й добровольческой горнопехотной дивизии СС с приданным моторизованным штурмовым батальоном 2-й танковой армии (нем. Panzergrenadier-Sturm-Bataillon Panzer-AOK 2)[24][23][17];
- 105-й разведывательный батальон СС (SS-Aufklärungs-Abteilung 105) 5-го горного корпуса СС и разведывательный батальон 369-й пехотной (хорватской) дивизии[22];
- 202-й танковый батальон из резерва главнокомандующего на Юго-Востоке[12].

Всего: 16 тыс. человек.
Перед участниками сухопутной операции ставились следующие задачи:
- Полк «Бранденбург» (без большей части 3-го батальона) с приданной 1-й ротой сапёрного батальона и 11-й ротой 383-го полка 373-й пехотной дивизии насчитывал около 800 человек. Вместе с группой четников должен был наступать с северных окрестностей Книна и овладеть населённым пунктом Босанско-Грахово. После этого, разделившись на группы, часть которых была одета в партизанскую форму, продолжал наступление на линии Прекая — Дрвар, уничтожая и захватывая в плен подразделения и штабы НОАЮ, которые могли вырваться из Дрвара. Затем полку надлежало выходить на соединение с боевой группой 7-й дивизии СС, движущейся из Яйце[22].
- Боевая группа «Виллам» в составе 384-го пехотного полка 373-й хорватской пехотной дивизии, усиленная артиллерией, миномётами и крупнокалиберными пулемётами, сапёрными подразделениями и 2-й ротой 202-го танкового батальона, всего 1500 человек, выступала из населённого пункта Срб в направлении Дрвара. Ей предстояло разбить и отбросить части 2-й Ликской бригады 6-й дивизии НОАЮ и прорываться в Дрвар на соединение с 500-м парашютно-десантным батальоном. Дальше группе ставилась задача прочесать окрестности Дрвара в поисках партизан и складов НОАЮ, а частью сил продолжать движение в направлении Босански-Петровац навстречу 92-му моторизованному полку[22].
- Батальонная группа «Лапац» в составе штабной и двух рот разведывательного батальона 373-й дивизии, всего 218 человек, предпринимала демонстративную атаку в направлении Мартин-Брода для отвлечения сил 1-й Ликской пролетарской дивизии. После этого соединялась с группой «Виллам» для оказания поддержки в выполнении её задач[22].
- 92-му моторизованному полку, усиленному 468-й бронированной разведывательной ротой особого назначения, всего 2750 человек, необходимо было наступать на направлении Бихач — Босански-Петровац, разбить части 6-й Краинской бригады, овладеть Врточе и установить связь с группой, движущейся из Босанска-Крупа к Босански-Петровацу. После этого взять Босански-Петровац, зачистить его от партизан и одним батальоном двигаться к Дрвару на соединение с 500-м батальоном и группой «Виллам», уничтожая встречные подразделения НОАЮ. Сапёрный батальон 1-й казачьей дивизии должен был быстро обеспечить проход моторизованных транспортных средств по маршруту следования 92-го полка. Полковой группе 2-й домобранской егерской бригады численностью 1800 человек, подчинённой штабу 92-го полка, ставилась задача наступать по направлению Босанска-Крупа — Врточе, отбросить подразделения 8-й Краинской бригады и двигаться к Босански-Петровацу[22].
- Три боевые группы 7-й горнопехотной дивизии СС «Принц Евгений», усиленные моторизованным штурмовым батальоном и 3-й ротой 202-го танкового батальона, имели задачу наступать из Баня-Луки, Мрконич-Града и Яйце, занять населённые пункты Ключ, Рибник и доминирующие высоты на западе от линии коммуникации Роголе — Млиниште и затем пробиваться широким фронтом в район горных массивов между рек Сана и Унац с целью зачистки территории от партизан и поиска складов НОАЮ[22].
  - Боевая группа моторизованного штаба полка особого назначения[К 10] с моторизованным штурмовым батальоном 2-й ТА и 3-й ротой 202-го танкового батальона, общей численностью 1200 человек, наступала на направлении Баня-Лука — Чаджявица — Ключ[22].
  - Усиленный разведывательный батальон СС, около 300 человек, при поддержке 8-й моторизованной батареи артиллерийского полка 7-й дивизии СС «Принц Евгений» должен был наступать по направлению Мрконич-Град — Мрачай — Рибник. Помощь ему оказывали проводники — четники во главе с представителем дивизии «Бранденбург»[22].
  - 13-й горнопехотный полк СС, усиленный 1-м дивизионом артполка 7-й дивизии СС «Принц Евгений», всего около 1800 человек, наступал на направлении Яйце — Млиниште[22].
- 105-му разведывательному батальону СС (около 450 человек), усиленному разведывательным батальоном 369-й пехотной дивизии (около 300 человек), ставилась задача действовать на линии Ливно — Прилука — Целебич в направлении Босанско-Грахово и далее к Дрвару, уничтожая встречающиеся подразделения НОАЮ и захватывая их склады. Разведывательный батальон 369-й дивизии должен был при этом продвигаться через село Прилука на Гламоч, разведать местность на Гламочко-Поле и не допустить отхода партизан из района Дрвара в направлении к Ливно[22].

План предусматривал вероятность своевременного уклонения Тито и Верховного штаба из под удара в Дрваре. Для их поимки было запланировано задействовать с первого дня операции на путях предполагаемого отступления истребительные команды из состава полка «Бранденбург» и дивизии «Принц Евгений», замаскированные под партизан.

### Организационные меры
Непосредственное руководство сухопутной операцией командование 2-й танковой армии возложило на штаб 15-го горного армейского корпуса, оставив за собой отработку плана действий десанта и информировав о нём штаб корпуса только в части способа задействования парашютных и планёрских групп. Выдвижение сухопутных войск на исходные позиции должно было происходить в последний момент и было проведено в течение 24 мая. При этом части 7-й дивизии «Принц Евгений» завершили сосредоточение только около 4 часов утра 25 мая. Воинские части из состава 5-го горного корпуса СС (7-я дивизия «Принц Евгений» с 202-м танковым батальоном 2-й армии, 105-м разведывательным батальоном СС и разведывательным батальоном 369-й пехотной дивизии) были оперативно подчинены 15-му горному корпусу с 5 часов утра 25 мая 1943 года — с момента начала операции.
Приказ авиационному командованию «Хорватия» о поддержке операции с воздуха был отдан авиакомандованием юго-востока. Для обеспечения десантной операции Люфтваффе предоставили 40 военно-транспортных самолётов Юнкерс Ю 52 и планёры, для доставки которых к месту десантирования использовались самолёты Ju-87 или Hs-126. Поддержку сухопутных войск осуществляли самолёты II группы 51-й истребительной эскадры (нем. II. Gruppe / Jagdgeschwader 51) и I группы 2-й эскадры пикирующих бомбардировщиков (нем. I. Gruppe / Stukageschwader 2), взятые с других фронтов, а также подразделения авиационного командования «Хорватия».

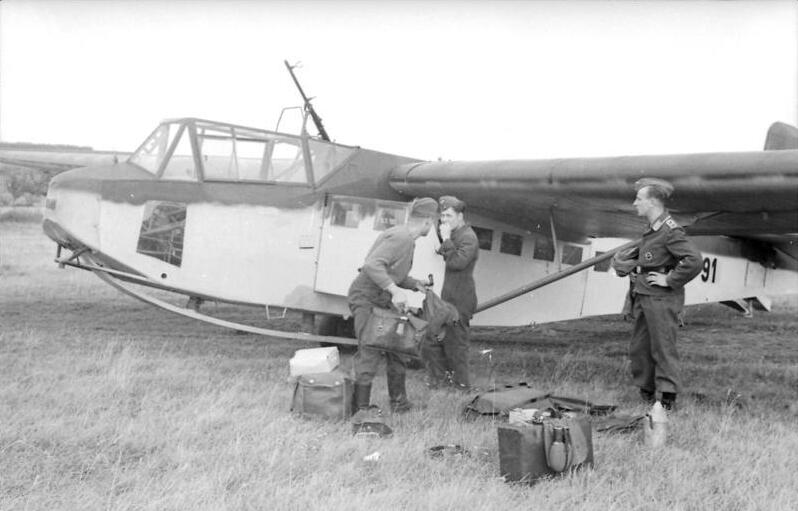
Планёр люфтваффе DFS 230

Штаб 15-го корпуса довёл до сведения командования вверенных частей, что численность партизан в районе операции составляет около 12 тысяч человек, имеющих на вооружении тяжёлое оружие, артиллерийские и противотанковые орудия, а также несколько бронемашин. Предупреждалось об ожидаемом значительном сопротивлении со стороны 1-й и 6-й пролетарских дивизий. Сообщалось о разрушенных мостах и минированных дорогах, ведущих на контролируемую партизанами территорию. Немецкие войска были предупреждены о возможных ударах англо-американской авиации.

## Характеристика сил НОАЮ и обстановки в районе операции

### Расположение и задачи соединений и частей НОАЮ
Оборонявшие район Дрвара войска НОАЮ были не такими сильными, как можно было бы предположить, учитывая пребывание здесь Верховного штаба и трёх военных миссий союзников.
В районе Дрвара на освобождённой территории Боснийской Краины дислоцировались части 1-го Пролетарского, 5-го и 8-го корпусов, охранный батальон и офицерская школа Верховного штаба НОАЮ, всего около 17 тысяч человек. По оценке Верховного штаба, в случае наступления немецких войск, основные силы противника стремились бы быстро продвигаться по имеющимся дорогам. С учётом этого части 1-го Пролетарского и 5-го Боснийского ударного корпусов располагались так, чтобы закрыть направления к Дрвару.

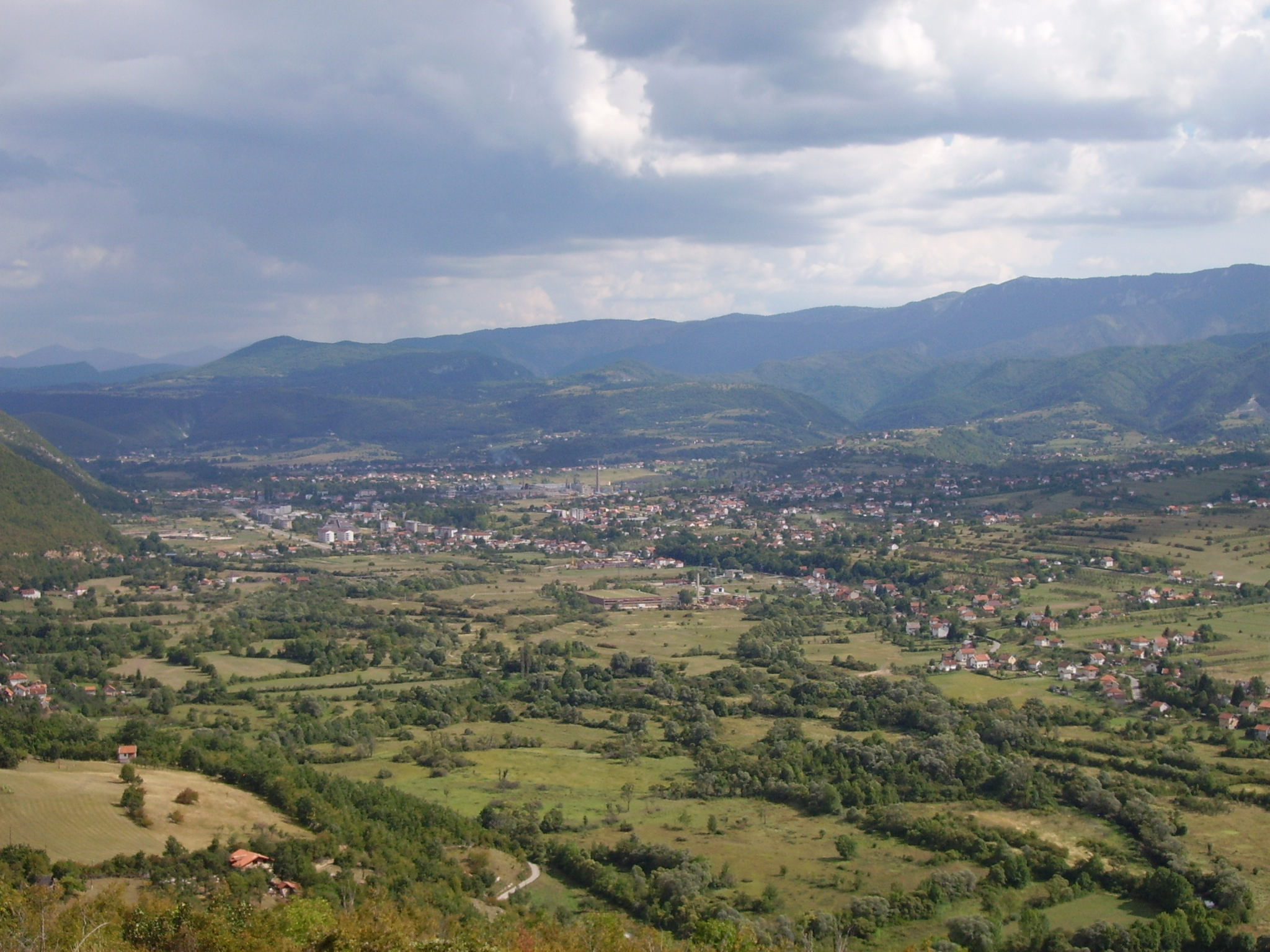
Общий вид на город Дрвар

- 1-й Пролетарский корпус (1-я и 6-я Ликская пролетарские дивизии), оборонял направление к Дрвару со стороны населённых пунктов Мрконич-Град, Яйце, Ливно, и Срб, а также частично совместно с 5-м Боснийским корпусом — направление из Баня-Луки к Чаджявице. Его штаб[К 12] располагался в посёлке Баичи села Мокроноге. Корпусная артиллерия, приданная 3-й Краинской пролетарской бригаде, размещалась в районе деревни Рудине между населёнными пунктами Гламоч и Корична[27].
- Из состава 5-го Боснийского ударного корпуса в районе операции «Ход конём» располагались большая часть 4-й и подразделения 39-й краинских дивизий, Ливаньско-Дуваньский, Гламочский и Дрварско-Петровацкий партизанские отряды, а также штабные и тыловые подразделения и учреждения. На основании добытой разведывательной информации штаб корпуса пришёл к заключению, что противник намеревается предпринять наступательные действия из района городов Бихач и Босанска-Крупа в направлении города Босански-Петровац. Согласно приказу от 17 мая, 4-й и 39-й дивизиям была поставлена задача закрыть направления, ведущие к освобождённой территории со стороны населённых пунктов Баня-Лука, Приедор, Босански-Нови, Босанска-Крупа и Бихач. Штаб корпуса располагался в селе Рибник[К 13]. Артиллерия корпуса была придана его боевым частям[К 14][27].
- Из 8-го ударного корпуса на территории, охваченной операцией «Ход конём», находилась большая часть сил 9-й Далматинской дивизии (1-я, 2-я и 3-я далматинские ударные бригады, всего 1732 человека), закрывавшей направление из Ливно и Книна к населённому пункту Босанско-Грахово[27].

Город Дрвар расположен в долине реки Унац между лесистыми горными хребтами Осьеченица (1791 м) на северо-западе, Клековача (1961 м) на северо-востоке и Виенац (1539 м) на юге. Благодаря выгодному горному рельефу внешние подступы к городу можно было прикрыть сравнительно небольшими силами НОАЮ.

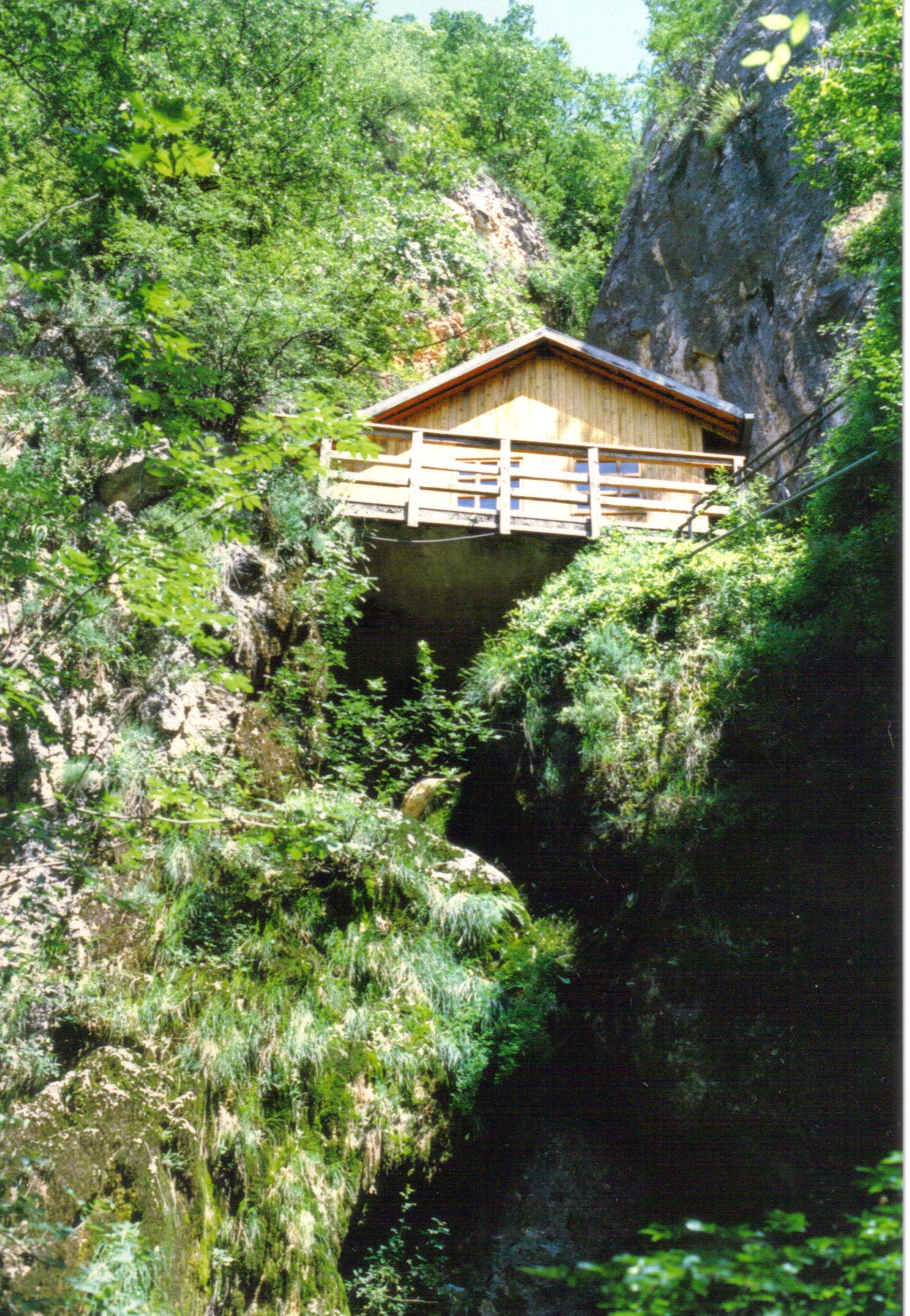
Барак ВШ НОАЮ на горе Градина в Дрваре (реконструкция)

Верховный штаб размещался в Дрваре в домах на правом берегу реки Унац. Для Тито и членов ВШ вверх от берега, на расстоянии около 23 м, был построен деревянный замаскированный барак на площадке пещеры у подножья горы Градина. Сверху над бараком нависала скала. В случае авиационного налёта пещера служила бомбоубежищем. Другим местонахождением верховного главнокомандующего была пещера поблизости села Бастаси. Оттуда он прибыл в Дрвар вечером 24 мая. Охранный батальон ВШ в составе четырёх рот и одного кавалерийского эскадрона (около 400 человек, вооружённых 300 винтовками, 50 автоматами, 30 пулемётами, 7 зенитными пулемётами и 3 противотанковыми пушками) был распределён в соответствии с выполняемыми задачами следующим образом: 1-я рота (без одного отделения) обеспечивала охрану Верховного штаба в Дрваре. 2-я рота и кавалерийский эскадрон защищали верховного главнокомандующего в селе Бастаси. Один взвод 4-й роты охранял членов британской и американской военных миссий в населённом пункте Дрвар-Село. 2-й взвод 4-й роты обеспечивал советскую миссию в селе Подбрина (теперь часть села Прекая). Один взвод 3-й пулемётной зенитной роты располагался на плато над дрварской пещерой в районе Засеок (Градина), а второй — в Дрваре, в районе высоты Шобича-Главица. Одно отделение 1-й роты охраняло барак ВШ в селе Потоци. Вместе с Тито в Дрвар 24 мая прибыли несколько бойцов кавэскадрона и взвод 2-й роты охранного батальона.
В Дрваре также находились два батальона Инженерной бригады ВШ (oколo 300 человек) и танковый взвод 1-го Пролетарского корпуса (3 девятитонных танка, вооружённых 20-мм пушкой и двумя пулемётами «Бреда», 1 танкетка с огнемётом и 1 бронеавтомобиль). Кроме этих подразделений в Дрваре пребывали структурные отделения Верховного штаба: связи, экономическое, медицинское, артиллерийское, техническое, шифровальное и защиты народа; Высший военный суд, курсы радиотелеграфистов и шифровальные; ЦК КПЮ, ЦК СКМЮ. В городе и его окрестностях располагались многие тыловые учреждения: редакция информационного агентства Танюг, комендования города и района (сербохорв. Komanda mjesta i Komanda područja Drvar), Театр народного освобождения, рота приёма иностранной союзной помощи, партийные комитеты, Высшие партийные курсы, медицинские учреждения (госпиталь, аптека и медицинские курсы 1-го корпуса, госпиталь и аптека 6-й Ликской пролетарской дивизии и т. д.). В селе Шиповляни располагалась Офицерская школа Верховного штаба с пехотным (93 офицера) и интендантским (34 офицера) курсами, типография ВШ, Национальный комитет освобождения Югославии и некоторые члены АВНОЮ.
Верховный штаб и штабы корпусов сообщались посредством радио-телеграфной (РТС), телефонной (ТС) и курьерской связи. В свою очередь РТС и ТС поддерживалась между корпусами и дивизиями, а также дивизиями и бригадами.

### Разведывательные данные и оценка оперативной обстановки
Несмотря на все меры немецкого командования по сохранению секретности, разведывательные сообщения о концентрации немецких войск на периферии освобождённой территории Боснийской Краины начали поступать в Верховный штаб в марте 1944 года. В числе принятых встречных мер, по приказу ВШ был разработан план оповещения и обороны Дрвара от возможного немецкого десанта. В Охранном батальоне Верховного штаба была сформирована пулемётная зенитная рота, а его пехотные роты приступили к укреплению позиций, строительству бункеров, окопов, пулемётных гнёзд. 22 марта об угрозе десанта было проинформировано командование Высших курсов военной школы при ВШ НОАЮ, после чего курсантов объединили в батальон, состоящий из двух рот. В окрестностях Дрвара сосредоточили 2-ю Ликскую пролетарскую бригаду, а 3-я Ликская пролетарская бригада переместилась в район Трубара с задачей обороны Дрвара со стороны населённых пунктов Срб и Босанско-Грахово. В рамках этих мероприятий Верховный главнокомандующий маршал И. Броз Тито перенёс свою квартиру в близлежащее село Бастаси. Шестого апреля 3-я Ликская бригада временно сменила 2-ю бригаду в Дрваре, с тем, чтобы последняя 18—19 апреля вернулась на свои позиции. Во время прохождения бригады через Бастаси Тито лично информировал её штаб о возможных намерениях немцев сбросить десант на Дрвар и проинструктировал об организации обороны города.
Концентрация немецких войск относительно быстро выявлялась югославской разведкой. Это влекло за собой повышение мер бдительности на направлениях, ведущих к Дрвару. Однако поступающие сведения были не всегда надёжными, иногда даже противоречивыми. В первой половине мая разведгруппа партизан из Загреба сообщила об уничтожении немецких планёров во время налёта союзной авиации на расположенный поблизости города аэродром. Между тем другая группа разведчиков из района Баня-Луки доложила в штаб 5-го корпуса о прекращении немецких приготовлений к нападению на Дрвар. Это укрепило уверенность партизанского командования в отсутствии непосредственной угрозы немецкого воздушного удара. Внимание Верховного штаба было сосредоточено на пехотных и моторизованных подразделениях немецких войск в близлежащих гарнизонных городах Бихач, Книн, Ливно, Яйце и Баня-Лука. С учётом обострения военной обстановки в районе населённых пунктов Срб и Лапац, 15 мая ВШ НОАЮ принял решение перебросить 2-ю Ликскую бригаду из Дрвара в качестве резерва на угрожаемое направление.
Передвижения войск и подкреплений на немецкой стороне регистрировались в штабах НОАЮ с большим вниманием. Поэтому перемещение крупных немецких сил в направлении Дрвара не остались незамеченными партизанской разведкой, особенно в последние дни перед 25 мая. Однако, поскольку движение более мелких немецких подразделений, а также бои за контроль над важными линиями коммуникации в этом районе были в порядке вещей, эти передислокации для югославского командования обрели большое значение только в тот момент, когда стала очевидной всё возрастающая масса немецких войск в районе Дрвара. Так, 18 мая штаб 5-го Боснийского корпуса информировал 39-ю дивизию о сильном движении немецких войск из Бихача в направлении к Дрвару, ошибочно полагая, что целью этих приготовлений был захват партизанского аэродрома вблизи Босански-Петроваца, имевшего важное значение для переброски раненых в Италию и приёма грузов союзной помощи. На самом же деле это была уже первая подготовка немецкой стороны к операции «Ход конём». 21 мая штаб 4-й дивизии 5-го корпуса потребовал от подчинённых бригад повышения бдительности и устройства засад на главных и боковых дорогах в связи с намерением противника напасть из Книна и Бихача на Дрвар и Петровац. Учащающиеся сообщения о передвижениях немецких войск вызывали обеспокоенность югославского верховного командования, но в то же время там всё ещё не ожидали большого наступления на концентрических направлениях к Двару. Когда в течение 24 мая германские сухопутные войска и распределённые на группы десантники перемещались на заданные исходные позиции и аэродромы, в Дрваре не подозревали о надвигающейся крупномасштабной атаке. Хотя 24 мая из 6-й Краинской бригады доложили по телефону дежурному в Дрваре о приземлении на вспомогательном аэродроме вблизи Бихача большого количества немецких самолётов, эти сведения не связывали с угрозой десанта, а передали указание известить все надлежащие службы об ожидаемой на следующий день усиленной бомбардировке города. По вышеприведённым причинам, высадка немецкого десанта в Дрваре захватила врасплох Верховный штаб, в то время как наступление сухопутных сил вермахта в целом не стало неожиданностью для партизанских соединений и частей.

## Ход операции

### Воздушный десант: боевые действия в Дрваре 25—26 мая
25 мая в 6 часов 30 минут два штурмовика Фокке-Вульф FW-190 нанесли первый удар по избранным целям в Дрваре, в том числе по предполагаемым позициям подразделений ПВО. Вслед за ними атаку продолжили 15 пикирующих бомбардировщиков. В ходе налёта была уничтожена радиостанция Верховного штаба. Вместе с тем бомбардировка не повредила линию телефонной связи со штабами 5-го Боснийского корпуса и 1-й Пролетарской дивизии. Ещё до завершения авианалёта, около 7 часов утра появились «юнкерсы» первой волны десанта, начавшие выброску парашютистов с высоты примерно 120—150 м. Предусмотренный планом операции эффект неожиданности был достигнут. Поначалу партизаны были как будто парализованы. Они впервые подверглись нападению десанта и большинство из них никогда не видели планёров. Югославский историк Светозар Шево рассказывал, что партизаны бросились в пляску, приняв круто снижающиеся планёры за сбитые их зенитными пулемётами. Уже в начальной фазе стала также очевидной ошибка югославского командования, рассредоточившего свои подразделения по окружающей горной цепи из опасения бомбовых ударов с воздуха. По этой причине ни одной партизанской части не было вблизи пещеры, где Тито и другие члены ВШ укрылись в начале бомбардировки
.

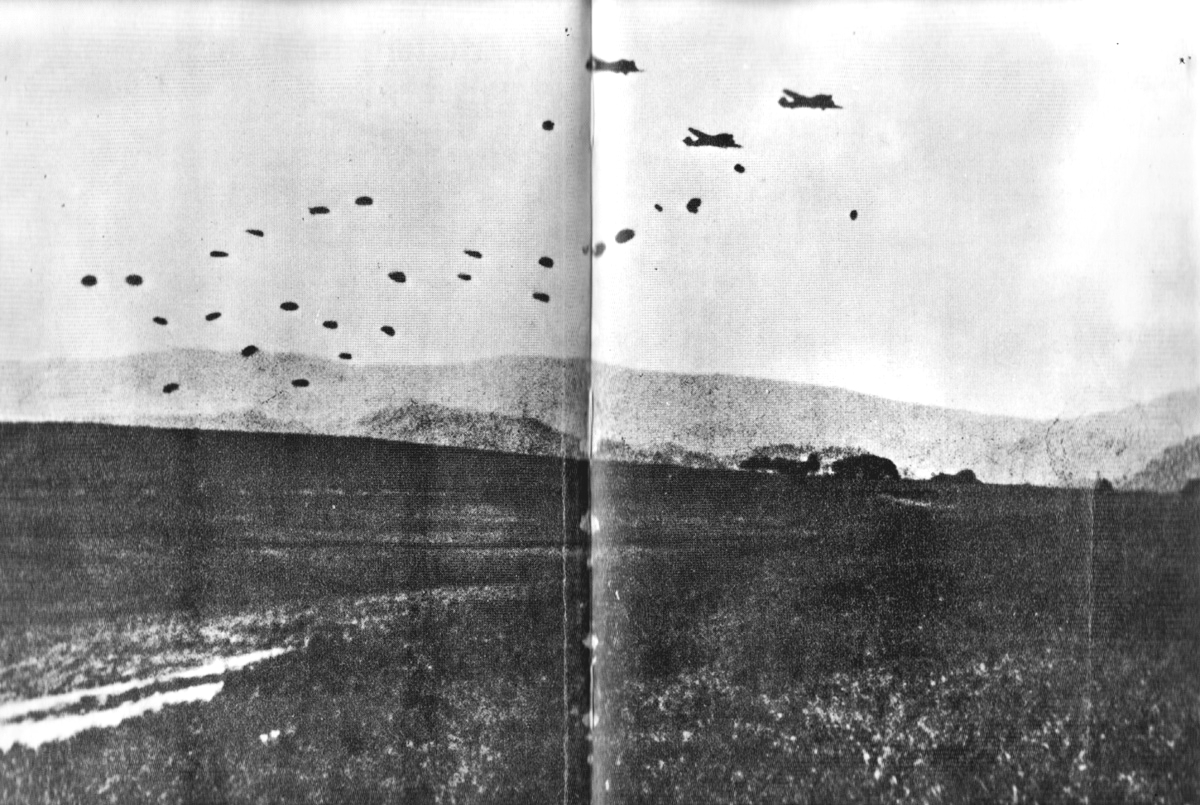
Десант на Дрвар 25 мая 1944 года

Десантирование первых трёх групп численностью 314 человек происходило в соответствии с планом. В группе «красных» находился командир и его штаб. Выброска, приземление, отделение парашютов, собирание и распределение сброшенного оружия, ориентирование на местности и сбор в назначенных точках заняли около 15 минут. Сразу после этого десантники перешли к атакующим действиям. Следующие 340 человек приземлялись на планёрах в группах по 10 человек, включая пилотов. С ними доставлялось тяжёлое оружие: миномёты, станковые пулемёты, огнемёты и взрывные средства. Приземление, хотя и с потерями, завершилось успешно к 7:45 утра. Потери парашютистов были вызваны огнём партизан, собственными авиаударами и травмами во время приземления. Более высокие потери имели планеристы. Часть из них погибла ещё в воздухе, другие вследствие слишком раннего отделения от самолётов и приземления в незапланированных местах. Направлением главного удара десанта был центр города, который ожесточённо оборонялся подразделениями охранного батальона ВШ, бойцов военно-тыловых учреждений, членами партактива и органов власти, а также местными жителями. До последнего сражались здесь защитники районного комитета Союза коммунистической молодёжи Югославии и радиостанции. Солдаты батальона СС действовали с предельной жестокостью. Они убивали каждого, кто оказывал сопротивление, равно как и всех жителей домов, включая детей и женщин, в которых размещались члены иностранных военных миссий. Командный пункт 500-го батальона был развёрнут в центральной части города. В ходе боёв были взяты в плен около 400 человек, допрос которых оперативно проводили военнослужащие абвера и полка «Бранденбург». До 8:45 утра немцы подавили последние очаги сопротивления и к 9 часам город был в руках десанта, однако место пребывания Тито и Верховного штаба не было обнаружено. Группа «Пантера» была обескуражена, когда выяснилось, что объект, обозначенный на карте как «Цитадель» — это кладбище. «Штурмующие» также не нашли в центре города советскую военную миссию, отмеченную кодовым названием «Москва».
После овладения большей частью города перед командиром десанта гауптштурмфюрером СС Рибкой стал вопрос: искать Тито среди пленных или убитых? Пока велись розыски, немецкие солдаты всё более концентрировались вокруг пещеры с верховным главнокомандующим. Примерно в 8 часов утра около 100 подоспевших курсантов офицерской школы вступили с ними в бой, отбросили с правого берега речки Унац и предотвратили фланговое продвижение эсэсовцев к бараку Верховного штаба на горе Градина. В то же время, когда первые немцы появились на подступах к пещере, они были встречены огнём бойцов охранного батальона. Шум разгоревшегося боя позволил Рибке предположить, что его десантники натолкнулись на особенный объект, возможно даже на штаб Тито. Около 10 часов 30 минут он направил туда две штурмовые группы. Под прикрытием крупнокалиберного пулемёта одна группа медленно продвигалась вдоль узкой тропинки, ведущей к входу в пещеру. Однако штурмующим не удалось пробиться через огонь бойцов охраны ВШ, усиленной курсантами. Немцы отступили назад и стали обстреливать пещеру из пулемётов и гранатомётов. С воздуха гора Градина и пещера постоянно подвергались ударам штурмовиков и бомбардировщиков, которые прерывались лишь в момент плотного сближения противоборствующих сторон. Действия немецкой авиации продолжались беспрепятственно весь световой день. Всего за 25 мая было совершено 440 боевых вылетов.
Вместе с тем после 9:30 начались первые контратаки партизанских подразделений из окрестностей Дрвара. Пока большая часть охранного батальона и курсанты отражали натиск немцев, батальоны 3-й Ликской пролетарской бригады совершили тяжёлый марш-бросок протяжённостью от 15 до 20 км и по прибытии сразу вступали в бой. Первым подоспел 2-й батальон. Около 10 часов утра он бросился в атаку через посёлок Трнинича-Бриег и установил своим правым флангом стык с позициями офицерской школы. Через час подошёл 1-й батальон, а вскоре после этого — 3-й. Из-за действий личан, подразделения которых прорвались в район моста через Унац и соединились с охранным батальоном, немцы были вынуждены прекратить натиск на пещеру и перейти к обороне. К этому времени Тито, Кардель и другие члены Верховного штаба покинули её и присоединились к группе обороняющихся партизан, руководимой Ранковичем. Чтобы сдержать продвижение партизан, Рибка был вынужден направить часть батальона на юго-запад к окружающим город высотам. Около 11:50 перед полуднем появились 20 «юнкерсов» и несколько планёров со второй волной десанта, приземлившегося на юге Дрвара. Эти десантники были встречены более сильным огнём, чем первые, и понесли потери как в воздухе, так и на земле. Прибывшее пополнение Рибка задействовал против наступающих партизан на высотах, расположенных на юго-западе города, однако их атака вскоре захлебнулась. Около полудня три батальона 3-й Ликской пролетарской бригады приступили к окружению немецких позиций и положение десанта начало становиться критическим. К 16 часам 500-й батальон СС вёл тяжёлый оборонительный бой с превосходящими силами партизан почти в полном окружении. И хотя их атаки немцы раз за разом отбивали в ближнем бою, ни Тито, ни членов Верховного штаба, ни иностранные военные миссии десантникам не удалось ни поймать, ни обнаружить. Учитывая сложившееся положение, Рибка приказал отвести всех способных сражаться к городскому кладбищу «Шобича-Гробле», чтобы там держать оборону до подхода основных сил. Во время отхода, приблизительно около 18 часов, Рибка был тяжело ранен и эвакуирован на лёгком самолёте «Шторьх», предназначенном для транспортировки пленённого Тито.
Вскоре погиб заместитель командира 500-го батальона и командование над оставшимися десантниками принял гауптман Бентруп. Около 20 часов вечера пять «юнкерсов» сбросили окружённым немцам боеприпасы. С наступлением темноты силы осаждающих пополнились бойцами 4-го батальона 3-й Ликской бригады, 1-го батальона 1-й Ликской пролетарской бригады и 1-го батальона 3-й Далматинской бригады 9-й дивизии, сменившего курсантов офицерской школы. Теперь атакующие не опасались ударов немецкой авиации. Под натиском партизан остатки эсэсовцев были зажаты на кладбище и несли большие потери. Укрываясь между могилами, лежали раненые и военнопленные. У оборонявшихся почти не оставалось воды и медикаментов. Наиболее сильный штурм окружённых был проведён в 23 часа ночи. Атаковали сразу 6 батальонов при поддержке концентрического миномётного огня. Вторая общая атака состоялась в 2 часа ночи. Немцы погибали, но не сдавались. Немецкая оборона, насыщенная пулемётами и автоматами, отражала все югославские атаки. Когда одна из групп атакующих прорвалась через стену, она была уничтожена встречной контратакой. Последняя безуспешная концентрическая атака состоялась в 3:30 ночи. Между тем даже в этих условиях немцы всё ещё пытались установить местонахождение Тито и только после дальнейших допросов пришли к выводу, что ему удалось бежать. С рассветом 26 мая немецкая авиация возобновила удары с воздуха. Это облегчило положение окружённых. В то же время ещё ночью Верховный штаб был извещён о прорыве 92-го моторизованного полка на направлении Бихач — Босански-Петровац. Стремясь избежать неоправданных жертв, в том числе от ударов немецкой авиации, Верховный штаб отдал приказ командованию 6-й Ликской дивизии об отводе партизанских батальонов из Дрвара. Около полудня оставшиеся в живых парашютисты были деблокированы разведывательным батальоном 373-й пехотной дивизии, первым пробившимся в Дрвар. Когда в течение дня подошли другие немецкие части, партизаны оставили город.

### И. Броз Тито в период 25—29 мая
Ночь перед 25 мая И. Броз Тито провёл в штабном бараке в Дрваре. Когда началась бомбардировка, он и его соратники в целях безопасности перешли внутрь каменного грота. По мере приближения немцев к Градине возрастала угроза захвата Верховного штаба. Около 10 часов Ранкович, руководивший обороной Верховного штаба, а затем и начальник штаба Йованович сообщили Тито о целесообразности покинуть пещеру и перейти на вершину горы под непосредственную защиту охранного батальона. Выйти из барака и передвигаться по тропе было опасно, так как она была под огнём противника. Тогда кто-то догадался взломать пол. Под ним находился на тот момент сухой канал для отвода ливневых вод в русло водопада шириной 2 и глубиной 1,8 метра. С помощью верёвки из парашютных строп все спустились через канал вниз к основанию грота и оттуда около 12 часов поднялись на гребень Градины. Вскоре после этого Тито со своим окружением отправился под защитой 60—70 бойцов охранного батальона к резервному командному пункту ВШ на железнодорожной станции Потоци, где имелась линия телефонной связи со штабами 1-го Пролетарского и 5-го ударного корпусов. По пути к ним присоединились члены штаба Кардель, Ранкович, Жуйович, Йованович, сотрудники советской военной миссии во главе с генералом Корнеевым и бойцы Инженерной бригады ВШ. На заре 27 мая они разбили импровизированный лагерь в укромном месте под горой Чичичев-Вршеляк в 3 км юго-западнее станции Потоци, где оставались до вечера 29 мая. Отсюда через курьеров и телефонную связь на станции Тито поддерживал контакт с командованием корпусов.

### Наступление немецких сухопутных сил

#### 25—26 мая

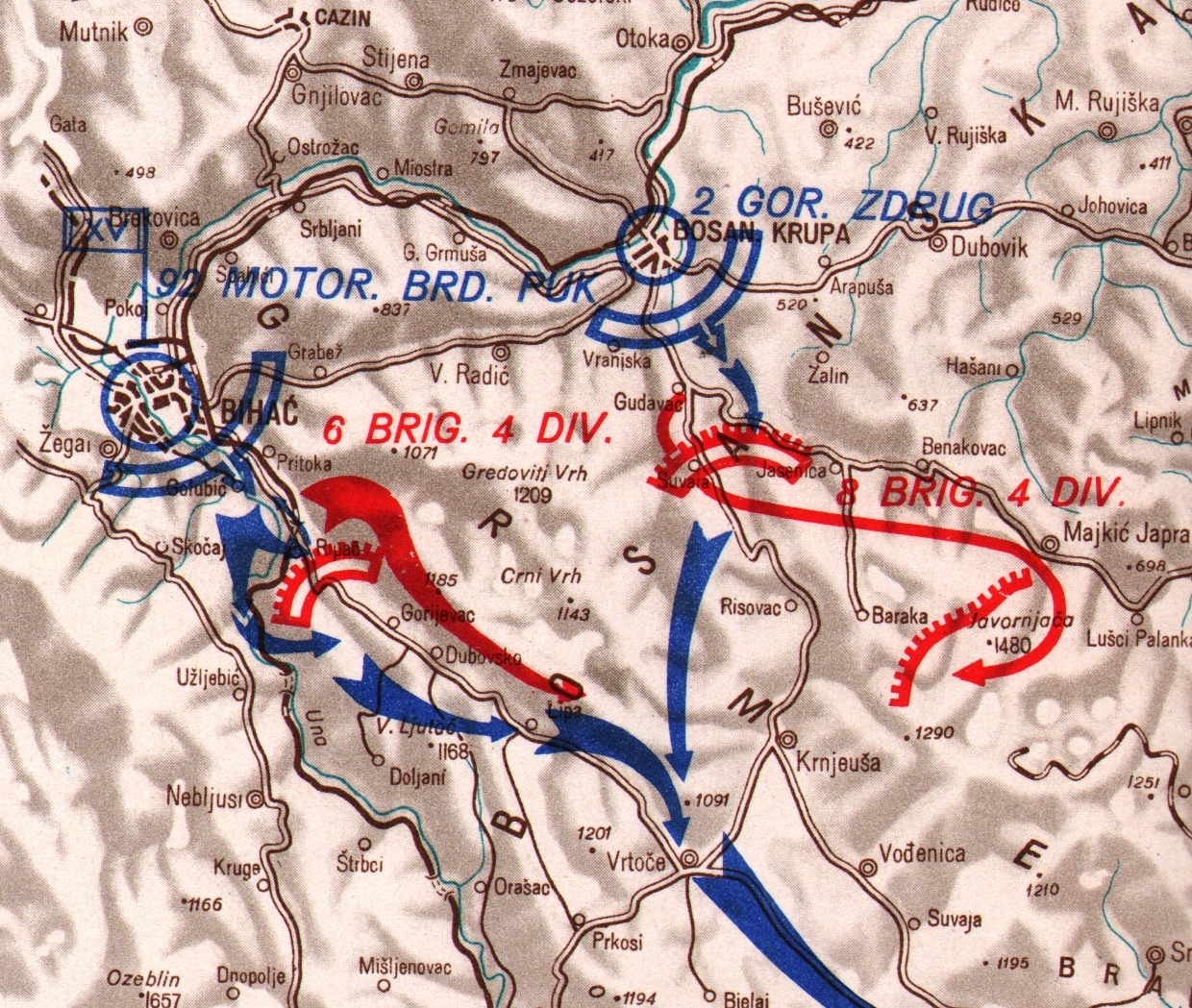
Направления действий 92-го моторизованного полка 25 мая 1944 года

Концентрическое наступление немецких частей на Дрвар и бои на внешних оперативных направлениях начались в соответствии с планом в 5 часов утра 25 мая. Со стороны Бихача в направлении Босански-Петроваца наступал 92-й моторизованный полк. Он весь день вёл бой с 6-й Краинской бригадой 4-й дивизии и батальоном Дрварско-Петровацкого партизанского отряда. Под вечер, когда 6-я бригада отступила на гору Ядовик, 92-й полк продолжил наступление и 26 мая около полудня вступил в Дрвар.

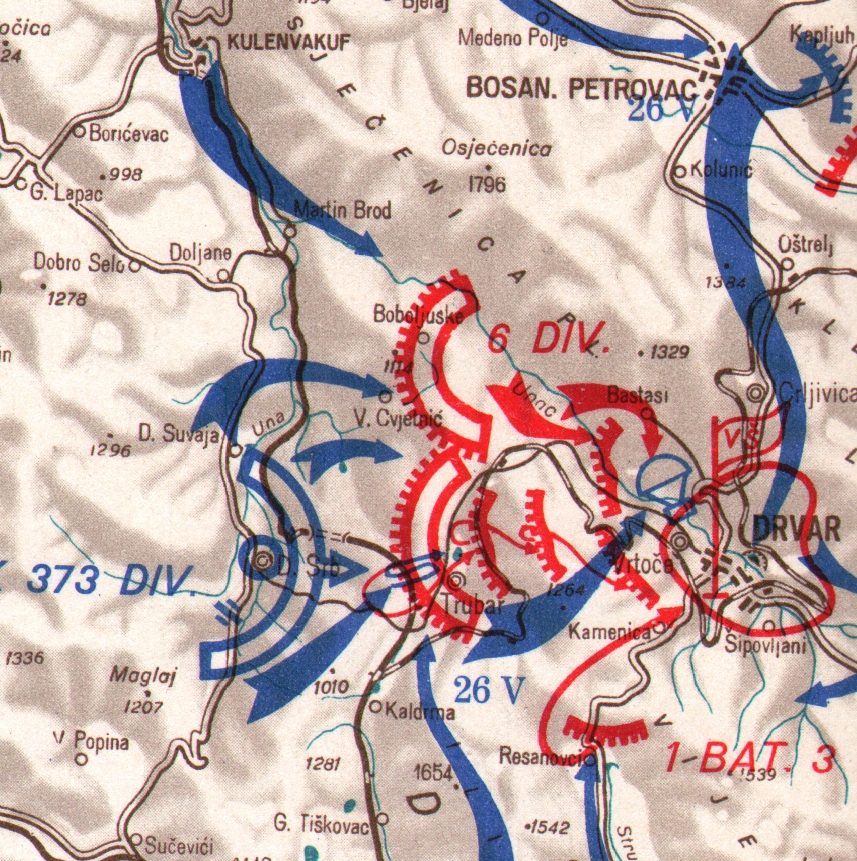
Действия боевой группы «Виллам» 25 мая 1944 года

Подразделения 8-й Краинской бригады в течение дня сдерживали натиск 1-го полка 2-й домобранской егерской бригады и 54-го разведотряда, наступавших из Босанска-Крупы в направлении Босански-Петроваца. Перед вечером краинцы контратаковали неприятеля и отбросили его в направлении села Сувая. Вместе с тем вынуждены были отступить на гору Грмеч после появления в их тылу сил 92-го моторизованного полка.
Полковая боевая группа «Виллам» 373-й хорватской пехотной дивизии наступала на Дрвар с четниками на участке между сёлами Срб и Сувая. Её главные силы продвигались через Трубар, а вспомогательные через Велики-Цвьетнич. После ожесточённых боёв с 1-й и 2-й Ликскими бригадами 6-й дивизии эта группа прорвалась в Дрвар к полудню 26 мая.

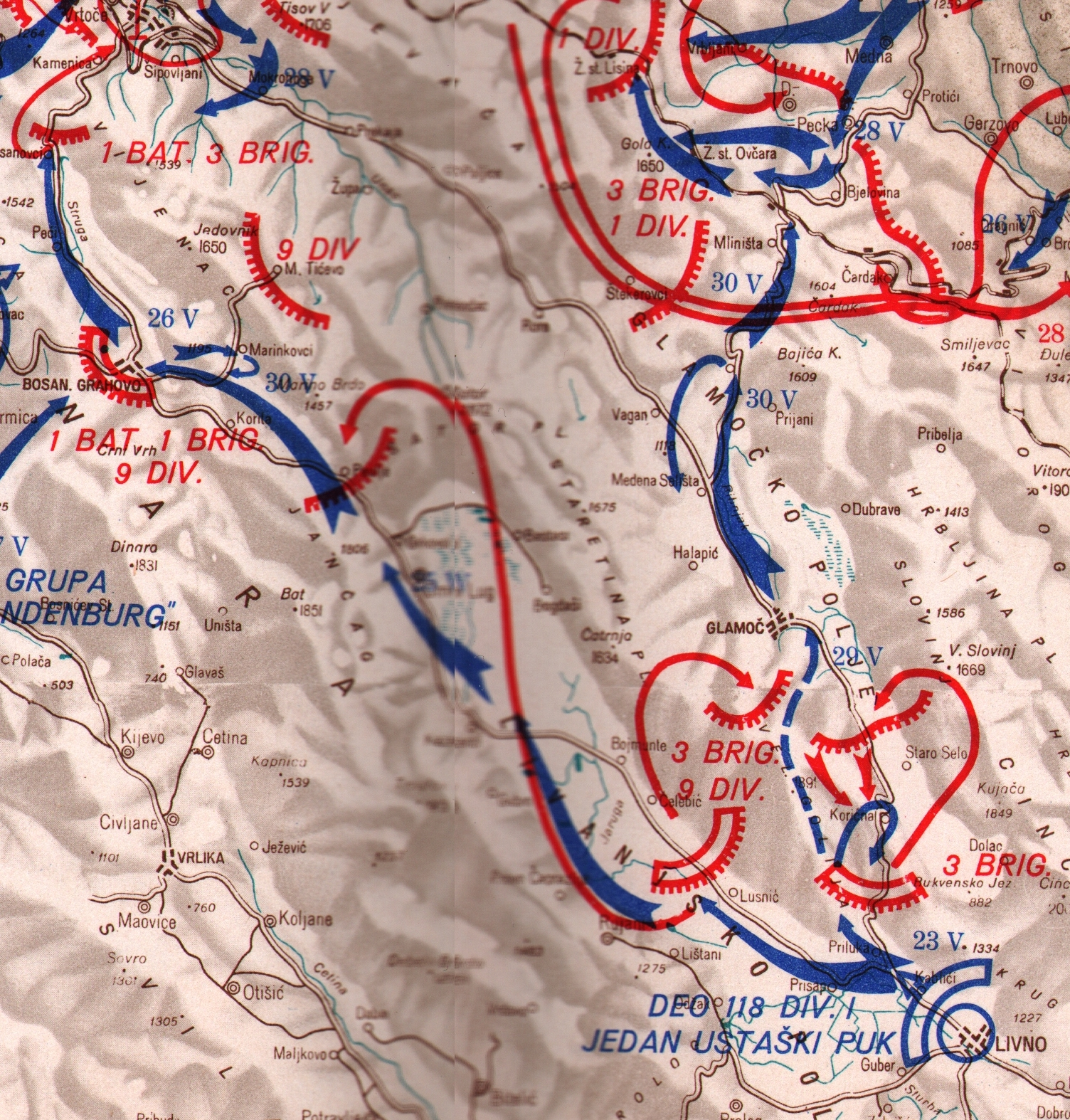
Действия 369-го и 105-го разведывательных батальонов 25 мая 1944 года

Из Ливно к Босанско-Грахово продвигался 105-й разведывательный батальон СС. Он оттеснил 13-ю Далматинскую бригаду 9-й дивизии и на следующий день пробился в Босанско-Грахово, а вечером — в Дрвар. В Босанско-Грахово к вечеру 26 мая прибыл из Книна также 1-й полк дивизии «Бранденбург».
Наступление разведбата 369-й дивизии из Ливно к Гламочу было 25 мая отбито 3-й Краинской бригадой 1-й Пролетарской дивизии. Затем 3-я бригада отступила к западу от дороги Гламоч — Млиниште и закрыла направления к Дрвару. После этого разведбатальон 369-й дивизии продолжил продвижение из Ливно. 30 мая он вступил в Гламоч, а на следующий день у села Роре соединился с немецкими силами, шедшими из Дрвара.

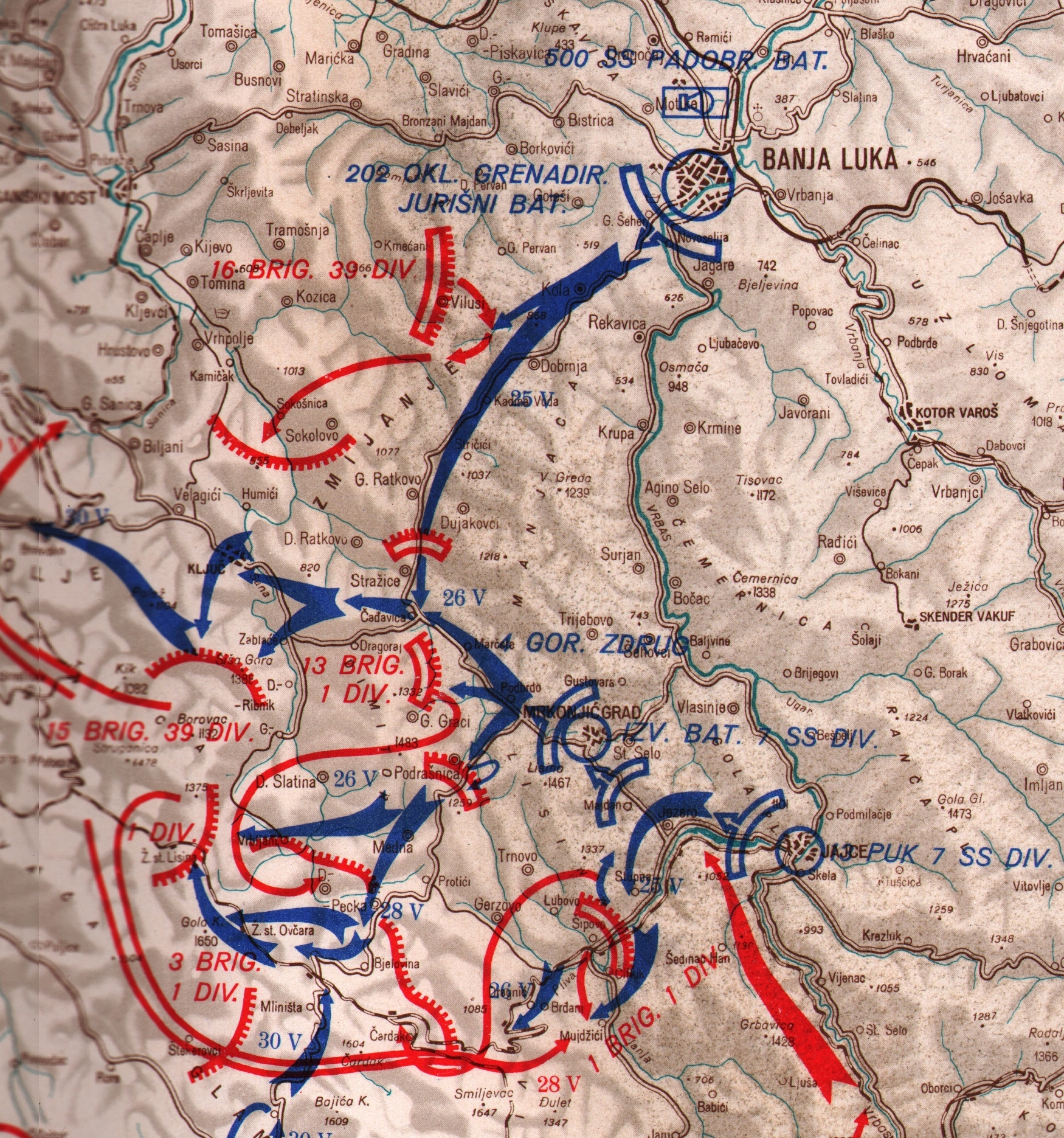
Направления боевых действий 7-й дивизии СС «Принц Евгений» 25 мая 1944 года

Подразделения 13-го полка СС из состава 7-й дивизии СС «Принц Евгений» наступали из Яйце и Винаца к населённым пунктам Шипово и Плевски-Подови. Разведывательный батальон дивизии «Принц Евгений» продвигался из Мрконич-Града в направлении Млиниште. Им противостояли 1-я и 13-я бригады 1-й Пролетарской дивизии. Действуя на направлении из Баня-Луки к Чаджявице, моторизованный штурмовой батальон в бою 25 мая у Ситницы сбил с позиций батальон 13-й бригады 39-й дивизии, а на следующий день в районе Чаджявицы преодолел оборону батальона 13-й Пролетарской бригады.
Заняв населённые пункты Босански-Петровац, Дрвар, Босанско-Грахово, Ключ и дорогу Млиниште — Подрашница, немецкие сухопутные силы в основном выполнили задачу первых двух дней операции. Не справились со своей задачей 369-й разведбат и, частично, боевая группа «Виллам», которая преодолела путь к Дрвару не за день, а за два.

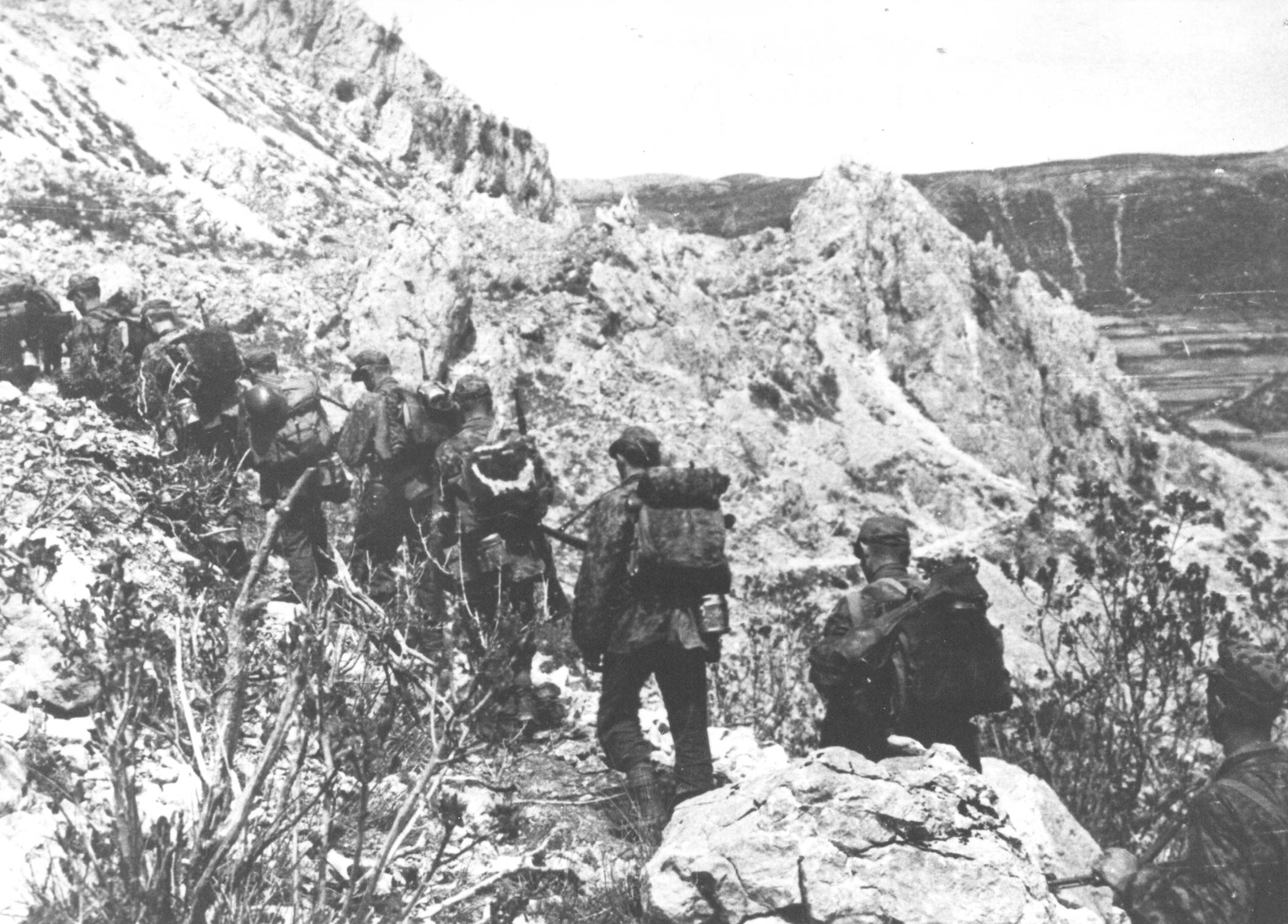
Солдаты 105-го разведывательного батальона СС на пути из Босанско-Грахово к Дрвару 26 мая 1944 года

Вместе с тем уже на второй день операции на действиях немецких войск начали сказываться удары авиации западных союзников. Ещё вечером 25 мая командир 1-го Пролетарского корпуса Коча Попович обратился к командованию Средиземноморских союзных ВВС (англ. Mediterranean Allied Air Forces — MAAF) со срочной просьбой о помощи в отражении немецкого наступления. Англичане располагали сведениями о событиях в Дрваре и смогли быстро оценить размер угрозы как для Тито и Верховного штаба, так и для партизанских корпусов, утративших связь со своим командованием (в распоряжении Тито оставался единственный радиопередатчик английской военной миссии). Союзниками было принято решение о безотлагательной помощи окружённым силами MAAF. 26 мая 36 тяжёлых бомбардировщиков Б-17 «Летающая крепость» и 22 штурмовика Локхид P-38 «Лайтнинг» атаковали немецкие наступательные колонны в районе Бихача. В последующие дни удары английской и американской авиации ещё более усилились.

#### 27—31 мая
С 26 до 29 мая 1-я Пролетарская дивизия сдерживала немцев на направлении Млиниште — Потоци, а главные силы 39-й Краинской дивизии — на направлении Мрконич-Град — Рибник. Поскольку главная задача операции «Ход конём» в первые два дня не была выполнена, штаб 2-й танковой армии принял на себя дальнейшее командование боевыми действиями и 27 мая отдал приказ всем привлечённым частям окружить и прочесать лесной район вокруг станции Потоци, предполагая, что именно здесь находится Тито.
После перегруппирования сил, немецкие войска перешли 29—30 мая в концентрическое наступление на Потоци. Усиленный моторизованный батальон 2-й танковой армии после столкновения с 8-й Краинской бригадой овладел 29 мая дорогой Ключ — Босански-Петровац. 92-й моторизованный полк преодолел в тот же день заслоны 8-й бригады и пробился до станции Срнетица. 30 мая началось наступление 373-й пехотной дивизии из Прекая в направлении Потоци. Того же дня 105-й разведывательный батальон СС из Ливно прошёл через Гламоч и к вечеру взял Ваган. Боевая группа 7-й дивизии СС оттеснила 16-ю Краинскую бригаду к южным склонам Боровца и к селу Бусье, а на линии обороны 1-й Пролетарской дивизии продвинулась до железнодорожной станции Лисина.
Немецкое наступление велось в условиях массированных налётов англо-американской авиации, достигших своего пика 29 мая. В этот день 294 бомбардировщика B-24 «Либерейтор» и 88 «Лайтнингов» сбросили по немецким позициям у Бихача 481 тонну бомб. В это время многочисленные «Лайтнинги», «Харрикейны» и «Спитфайры» атаковали немецкие колонны, наступающие в районе Книн — Бихач.
Несмотря на противодействие с воздуха и сопротивление партизан, в ходе боевых действий 29 мая, особенно после прорыва 92-го полка в район станции Срнетица и овладения 373-й дивизией районом Прекая, немецкие войска выполнили задачу оттеснения частей НОАЮ в район станции Потоци — Увала. Оставалось завершить окружение и уничтожить партизанскую группировку вместе с Верховным штабом. Разгадав намерения немецкого командования, Верховный штаб отдал приказ о прорыве в ночь на 30 мая из района Потоци сразу по нескольким направлениям. Вечером Тито, члены ВШ и иностранных военных миссий, а также приштабные подразделения выступили в поход в район села Преодац, расположенного у горы Шатор. В течение ночи они преодолели около 40 км и к утру прибыли к месту назначения. Туда же к 11 часам утра подошёл штаб 1-го Пролетарского корпуса. Штаб 8-го Далматинского корпуса переместился в район села Тичево, а основные силы 39-й дивизии со штабом 5-го ударного корпуса совершили манёвр через горный массив Срнетица и вышли через немецкие порядки в район населённых пунктов Црквено и Рибник. 1-я Пролетарская дивизия пробились восточнее от дороги Гламоч — Млиниште. Когда 30 мая в Потоци ворвалась боевая группа 7-й горнопехотной дивизии СС, Тито и его штаба здесь уже не было. В связи с этим в Дневнике военных действий ОКВ было отмечено, что «противник отступил в южном направлении, по-видимому, и штаб Тито был перемещён в этот район». Таким образом немцы на какое-то время потеряли следы отступающего югославского командования.

#### 1—5 июня
В сложившейся ситуации 30 мая в 21:30 вечера командование 2-й танковой армии поставило перед 15-м горным корпусом задачу окружить и уничтожить ВШ НОАЮ, штабы 1-го Пролетарского и 8-го Далматинского корпусов, а также бригады 9-й Далматинской дивизии в районе Преодац — Тичево. Партизанское командование не имело полных сведений о расположении противника, тем более о его планах. Однако, после анализа обстановки на отдельных оперативных направлениях, Верховному штабу стало понятным намерение немцев замкнуть кольцо окружения около Преодаца. 31 мая верховным главнокомандующим после совещания с руководителями советской и англо-американской военных миссий было принято решение о перебазировании ВШ НОАЮ на остров Вис с помощью авиации союзников. Так как ближайшие площадки для приёма союзных самолётов были захвачены немцами, решено было подготовить взлётно-посадочную полосу в районе города Купрес на высокогорной плоской карстовой впадине под названием Купрешко-Поле. С этой целью туда незамедлительно отправили группу бойцов и троих членов советской военной миссии для координации действий. Пока немцы завершали перегруппировку своих сил, вечером 31 мая Верховный штаб вместе с 3-й Краинской и частью Инженерной бригад отправились на Купрешко-Поле по маршруту через Полице (около Дрвара), станцию Млиниште и гору Виторог. Задача прикрытия перехода возлагалась на 1-ю Пролетарскую дивизию. Учитывая предстоящую переброску ВШ на остров Вис, с Тито следовали и части иностранных военных миссий во главе с их руководителями. Сотрудники миссий, остававшиеся в Боснии, перешли в Тичево под защиту 8-го корпуса НОАЮ.
После полудня 1-го июня, при движении к дороге Гламоч — Mлиниште, колонна была внезапно атакована у станции Лисина 13-м полком СС из состава 7-й дивизии «Принц Евгений». Немцы не знали о присутствии в колонне главнокомандующего и членов ВШ. Если бы они более энергично преследовали партизан, возможно в этот день им удалось бы решить главную задачу операции. После короткого боя Тито был вынужден поменять направление движения и, совершив манёвр, пересёк эту дорогу только 2 июня. В то же время основные силы 1-й Пролетарской дивизии держали оборону района Млиниште, а затем на линии Прибеля — Подови обеспечивали переход колонны ВШ на Купрешко-Поле.

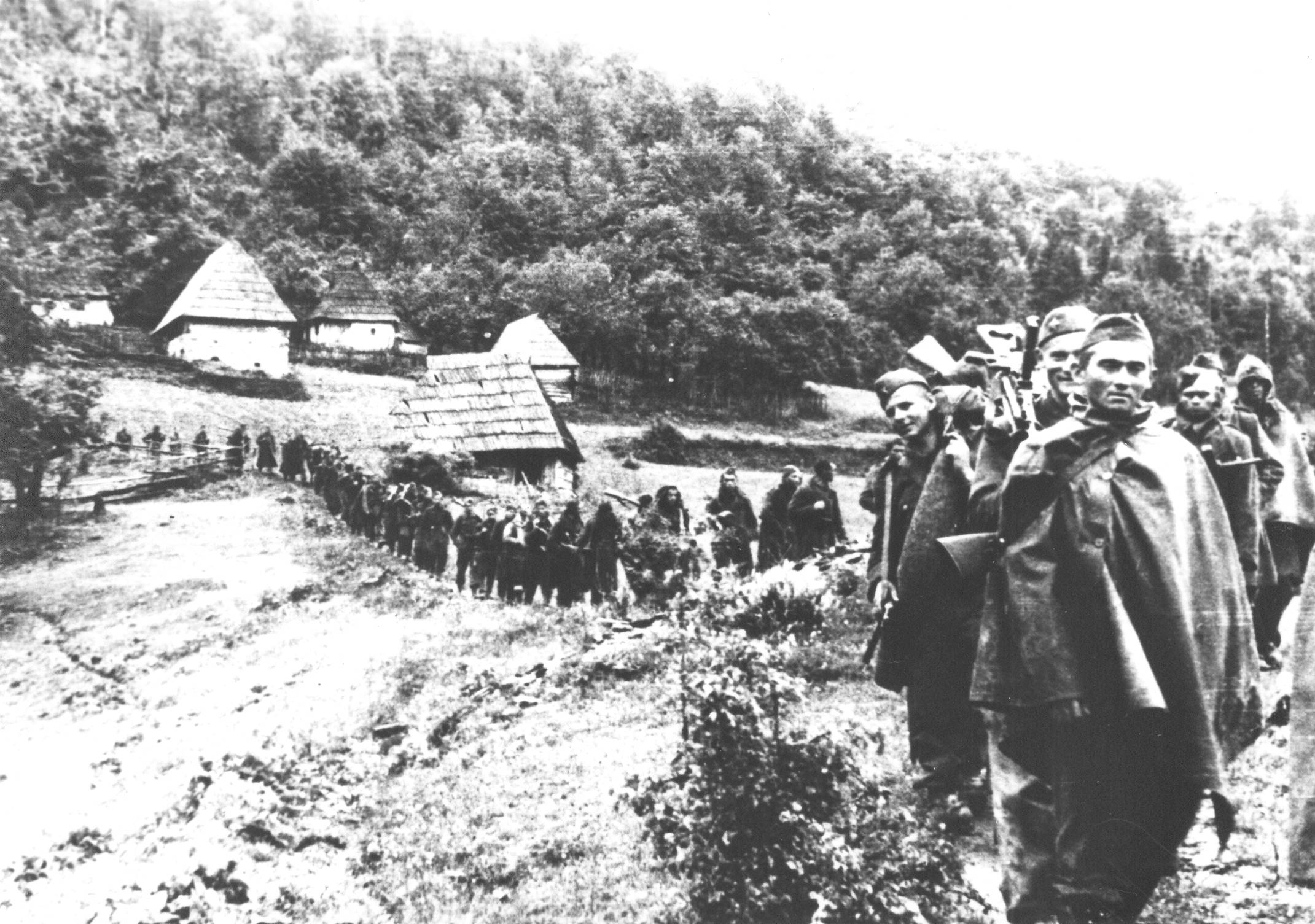
Охранный батальон Верховного штаба после Дрварской операции, июнь 1944 года

В ночь с 3 на 4 июня Тито и члены ВШ были переправлены самолётом экипажа майора Шорникова с Купрешко-Поля на военно-воздушную базу союзников в Бари (Италия), а оттуда ночью с 6 на 7 июня доставлены английским эсминцем на остров Вис. Следующей ночью 1-я Пролетарская дивизия оторвалась от противника и пробилась в район на юго-восток от Купреса. В момент отлёта Верховного штаба большая часть югославских соединений, участвовавших в отражении немецкого наступления по плану операции «Ход конём», уже вышла из окружения. В кольце в районе Тичево оставались штабы 8-го Далматинского корпуса и 9-й дивизии с двумя бригадами. Командование немецкого 15-го горного корпуса знало об этом и стремилось уничтожить силы партизан концентрическими ударами с нескольких направлений. 3 июня штаб 8-го корпуса отвёл часть сил на гору Виенац. 4-я бригада вместе с госпиталем была направлена на гору Динару. В этот же день 1-й полк дивизии «Бранденбург», 2-й батальон 13-го полка СС и подразделения 373-й дивизии вошли в Тичево. На следующий день 3-я и 13-я бригада 9-й дивизии ожесточённо отбивались от немецких войск, окруживших их на горе Едовник. C наступлением темноты 13-я бригада пробилась из окружения вместе с Граховско-Пеульским партизанским отрядом через северное направление, но штабы 8-го корпуса и 9-й дивизии вместе с 3-й бригадой и членами союзнических военных миссий остались в кольце на высоте Тисова-Коса. Однако, в связи с высадкой десанта 26-й Далматинской дивизии НОАЮ совместно с подразделениями западных союзников на острове Брач, штаб 2-й танковой армии приступил 5 июня к быстрой переброске войск из района операции на Адриатическое побережье. Этим воспользовалось командование 8-го корпуса и в ночь на 6 июня штаб вместе со всеми подразделениями и союзными миссиями прорвался из окружения. На этом практически завершилась операция «Ход конём», хотя части 7-й горнопехотной дивизии СС продолжали боевые действия против подразделений 5-го Боснийского корпуса.

## Итоги
Главной целью операции «Ход конём» являлось уничтожение военного и политического руководства новой Югославии во главе с Тито. В результате ожесточённых боёв и ценой высоких потерь немецкие войска овладели Дрваром, захватили штаб-квартиру партизан и её систему военной связи, но Тито, членам Верховного штаба, военным миссиям СССР и западных союзников удалось уйти из под удара. В ходе последующих боевых действий немцы нанесли значительный урон 1-й и 6-й пролетарским дивизиям, а также на какое-то время расстроили систему руководства НОАЮ и вынудили югославов временно прекратить активность в данном районе. Однако основная цель — уничтожение Верховного штаба и самого И. Броза Тито — не была достигнута, а наступление наземных войск в условиях ожесточённого сопротивления партизанских соединений захлебнулось. Неудача немецкой операции была представлена моральной победой народно-освободительной армии. Союзная помощь для НОАЮ стала поступать ещё в больших объёмах. Утраченная партизанами территория была вскоре возвращена и даже расширена.
Решающим фактором, давшим возможность Тито и членам Верховного штаба избежать ликвидации, стало отсутствие точных разведывательных сведений об их местонахождении. Спасению руководства народно-освободительного движения во многом помогла и массовая поддержка и помощь местных жителей, не выдавших немецким десантникам тайну о местонахождении Тито. Общей неудаче операции также благоприятствовала недооценка германским командованием боеспособности партизан и их готовности быстро среагировать на высадку десанта. Кроме того, немецкое концентрическое наступление на Дрвар велось вдоль дорог. Это не только отразилось негативно на скорости продвижения войск, вынужденных преодолевать ожесточённое сопротивление партизан, оборонявшихся на выгодных позициях, но и ставило немецкие наступающие колонны под удар действовавшей с 26 мая авиации западных союзников.
Итоговая оценка результатов операции со стороны главнокомандующего на Юго-Востоке была скорее эвфемистической: руководство осталось «в целом удовлетворено» результатами, даже если они «не полностью отвечали ожиданиям». Верховный штаб Тито был на некоторое время выведен из строя, а среди убитых был опознан инспектор партизанской разведки. Вместе с тем, по заключению современных историков, в реальности был упущен последний шанс нанесения решающего удара Тито и его партизанскому движению и таким образом изменить развитие ситуации в Югославии в свою пользу. Операция стала единственным случаем безуспешного применения немецкого воздушного десанта во Второй мировой войне. Брайан Джеффри Стрит оценивает операцию как «блестяще исполненную неудачу». Ральф Беннет констатирует, что главным значением операции «Ход конём» стал её итоговый провал.
Оценивая исполнение операции, историк Клаус Шмидер отмечает, что после неудачи десанта в Дрваре боевые действия сухопутных сил развивались как в обычной крупной антипартизанской акции. От других операций такого рода «Ход конём» отличается только тем, что особое значение ей придало уничтожение расположенных в районе Дрвара учреждений связи и тылового обеспечения НОАЮ. Бои частей вермахта с 1-й Пролетарский, 4-й Краинской, 6-й Ликской, 9-й Далматинской и 39-й Краинской дивизиями на пространстве между населёнными пунктами Сански-Мост и Гламоч в основном повторяли картину прошлых лет. С одной стороны, боевые столкновения, которые не ограничивались огневыми ударами, как правило, были успешными для немцев. С другой стороны, сплошному окружению партизан снова помешали слишком амбициозные цели и труднопроходимая местность. Вместе с тем, Шмидер считает, что операцию «Ход конём» следует рассматривать как особую веху в войне 2-й танковой армии против НОАЮ, поскольку она имела целью возвращение стратегической инициативы, утраченной после капитуляции Италии. При этом, в отличие от предпринятых в первой половине 1943 года масштабных операций окружения («Вайс» и «Шварц»), расчёт строился на нанесении неожиданного, быстрого и хирургически точного удара ограниченными силами.
По оценке историка Карла-Дитера Вольфа, потери на немецкой стороне были «ужасающими». В боях в Дрваре 500-й парашютно-десантный батальон СС хотя и оправдал ожидания командования, но использовался без оглядки на потери и в итоге был практически почти полностью уничтожен. Погибли 576 солдат и 48 были ранены (624 из 874 солдат личного состава батальона). К утру 26 мая только 250 человек оставались боеспособными. После операции батальон был отправлен в тыл для переформирования и пополнения. В ходе операции была утрачена большая часть используемого автотранспорта: 144 уничтоженных и
73 повреждённых механических транспортных средств.
Сведения о потерях сторон являются противоречивыми. Согласно Вольфу, приведённое в отчёте ОКВ от 6 июня 1944 года число общих безвозвратных потерь партизан — 6240 человек — является слишком завышенным. В противоположность ОКВ, отчёт бригадефюрера СС Отто Кумма от 7 июня 1944 сообщает, что партизаны потеряли как минимум 1916 человек убитыми, ещё 1400 человек расценивались как умершие от ранений и болезней, 161 попал в плен; было сбито шесть самолётов союзников и захвачено 419 винтовок. Клаус Шмидер указывает, что данные о количестве убитых партизан — 1916 человек и 419 захваченных винтовок являются обычными для такого рода немецких операций. По данным югославских историков, НОАЮ потеряла 399 человек убитыми, 479 ранеными и 85 пропавшими без вести, в том числе 179 человек погибло, 63 было ранено и 19 пропало без вести в ходе боёв против 500-го парашютно-десантного батальона СС. С другой стороны, заниженными считаются официальные немецкие данные о собственных потерях. Так, в Федеральном военном архиве во Фрайбурге содержатся сведения о потере 15-м горным корпусом 213 человек убитыми, 881 ранеными и 51 пропавшими без вести.

## Память
В память о событиях «Седьмого вражеского наступления» в Дрваре создан Культурный ландшафт — мемориальный комплекс-музей «25 мая». Кроме музея, в состав комплекса входят: мемориальный дом «Титова вилла», мемориальное здание, в котором был создан Отдел защиты народа, а также «Титова пещера» с двумя бараками Верховного штаба НОАЮ. В конце ноября 2011 года комплекс провозглашён национальным памятником Боснии и Герцеговины.
Действия партизан в ходе немецкой наступательной операции «Ход конём» отражены в художественном фильме режиссёра Фадила Хаджича «Десант на Дрвар», созданном в СФРЮ в 1963 году. Эпизоды Дрварской операции показаны также во втором фильме художественной киноэпопеи «Солдаты свободы» режиссёра Юрия Озерова (1977 год).